# Jan Chrzan
Jan Chrzan (* 25. Mai 1905 in Piaseczno; † 21. April 1993 in Warschau) war ein polnischer Landschaftsmaler und Kunstaktivist.

## Leben
Nach einer Ausbildung an der privaten Mal- und Zeichenschule von Konrad Krzyżanowski studierte Chrzan ab 1930 Malerei an der Akademie der Bildenden Künste in Warschau bei den Professoren Mieczysław Kotarbiński und Tadeusz Pruszkowski.
Während des Zweiten Weltkriegs brannte seine Warschauer Wohnung aus und alle darin befindlichen Vorkriegsarbeiten wurden zerstört. Chrzan schloss sich beim Ausbruch des Warschauer Aufstandes den kämpfenden polnischen Einheiten in der Stadtmitte an und leitete auf Anweisung der Delegatura Rządu na Kraj außerdem die Abteilung zum Schutz/Sicherstellung von Kulturgütern im Nordteil der Stadt. Gemeinsam mit Stanisław Lorentz und Jan Cybis organisierte er die Rettung von Kunstschätzen des Warschauer Nationalmuseums und des Warschauer Königsschlosses.
Chrzan war stets sehr aktiv um Organisation und Förderung der polnischen Kunst engagiert. So schuf er im Jahr 1957 für den Verband der Polnischen Bildenden Künstler ZPAP die Ausstellungsräume Salon Plastyki Współczesnej „Art“ an der Krakowskie Przedmieście-Straße in Warschau (schräg gegenüber dem Bristol-Hotel), die er als künstlerischer Leiter 18 Jahre lang betreute. In den 1960er und 1970er Jahren organisierte er den Warschauer Kunstverkauf (polnisch: „Warszawskie Kiermasze Sztuki“) an der wiederaufgebauten Warschauer Barbakane. Im Jahr 1980 wurde Chrzan das Ritterkreuz des Ordens Polonia Restituta verliehen.

## Werk
Chrzan malte mit Öl und in Gouache-Techniken. Unter den Arbeiten des Künstlers finden sich vorwiegend Landschafts- und Städtebilder (vor allem von Warschau). Er malte auch Akte und Stillleben. Sein Stil mit einer realistischen Basis und expressiver Ausgestaltung folgt der Tradition des Polnischen Kolorismus mit teilweise starken impressionistischen Akzenten.
Chrzans Werke wurden mehrfach auf in- und ausländischen Ausstellungen gezeigt. Viele seiner Arbeiten wurden von polnischen Institutionen angekauft. Bemerkenswert sind rund 200 Bilder zum Warschauer Aufstand, die aus der Sicht eines Künstlers und aktiven Kämpfers entstanden. Die Mehrzahl dieser Gemälde befindet sich heute im Museum des Warschauer Aufstandes.